# Amtsgericht Werl

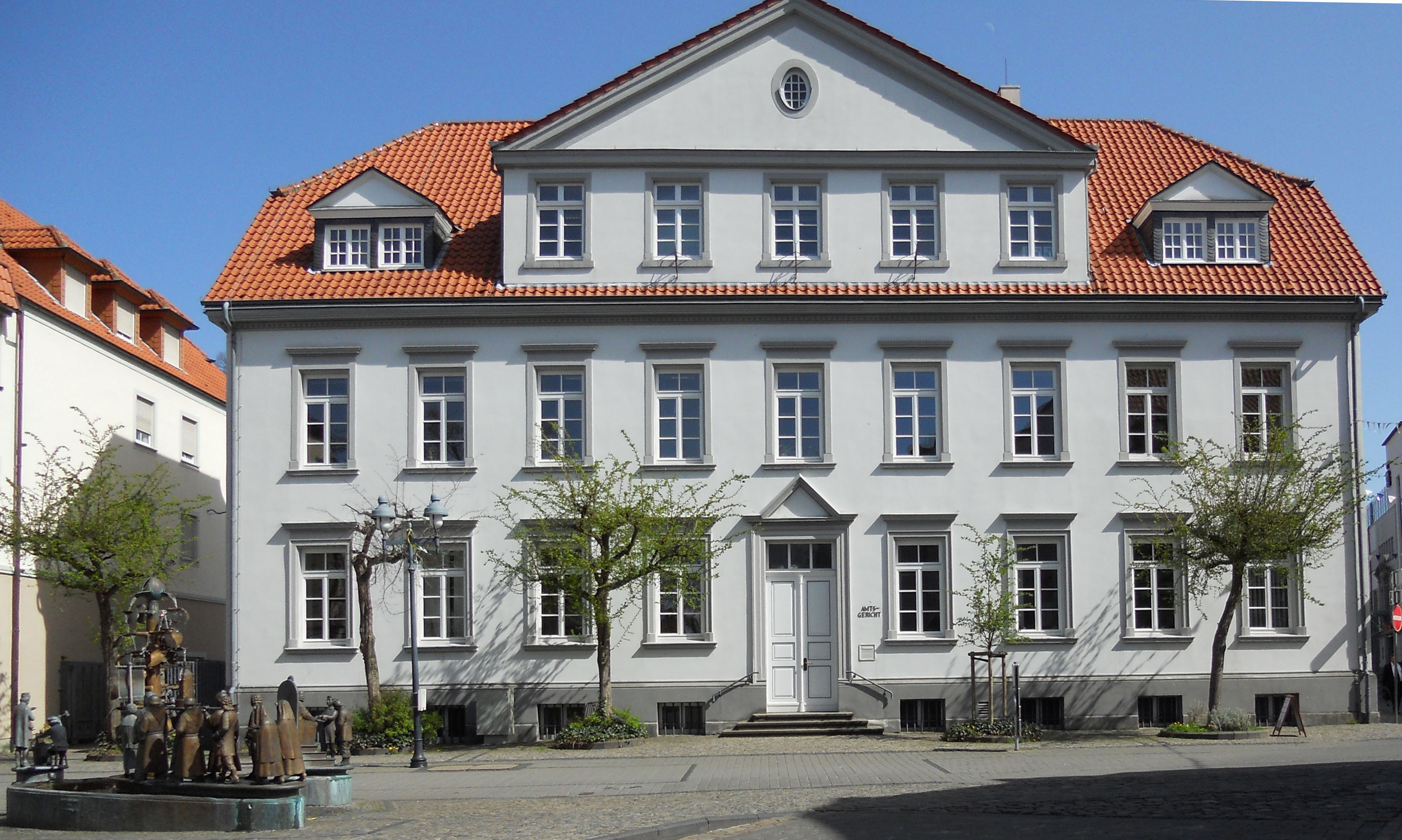
Ehemaliges Gerichtsgebäude Walburgisstraße

Das Amtsgericht Werl ist ein Gericht der ordentlichen Gerichtsbarkeit und eines von zehn Amtsgerichten im Bezirk des Landgerichts Arnsberg.

## Gerichtssitz und -bezirk
Das Gericht hat seinen Sitz in Werl im Kreis Soest. Der 152,5 km² große Gerichtsbezirk umfasst neben dem Stadtgebiet von Werl das Gemeindegebiet von Ense und Wickede (Ruhr). In ihm leben mehr als 57.000 Menschen.
Das Handels-, das Genossenschafts- und das Vereinsregister für den Bezirk des Amtsgerichts (AG) Werl werden vom Amtsgericht Arnsberg geführt, das auch für die Insolvenzverfahren zuständig ist. Für Schöffensachen aus dem Bezirk des AG Werl ist das Amtsgericht Soest zuständig.

## Gebäude
Das Gericht war bis Anfang 2020 in dem 1846 errichteten Gebäude Walburgisstrasse 45 untergebracht. Der neunachsige, klassizistische Bau wurde 1910 durch einen Anbau erweitert und steht seit 1984 unter Denkmalschutz.
Seit Januar 2020 ist das Amtsgericht an der Soester Straße 51 in einem Neubau mit einer klassischen Klinkerfassade untergebracht.

## Geschichte
Auf das 1812 gegründete Justizamt Werl folgte 1838 das Land- und Stadtgericht Werl. Am 2. Januar 1849 wurden zwei Kreis-Gerichtskommissionen Werl des Kreisgerichtes Soest eingerichtet. Das königlich preußische Amtsgericht Werl wurde mit Wirkung zum 1. Oktober 1879 als eines von acht Amtsgerichten im Bezirk des Landgerichtes Dortmund im Bezirk des Oberlandesgerichtes Hamm gebildet. Der Sitz des Gerichtes war Werl. Sein Gerichtsbezirk umfasste 
- aus den Kreis Hamm die Gemeindebezirke Hilbeck und Sönnern
- aus den Kreis Soest den Stadtbezirk Werl, das Amt Werl und aus dem Amt Körbecke die Gemeindebezirke Bilme, Bittingen, Blumenthal, Bremen, Gerlingen, Himmelpforten, Höingen, Hünningen, Lentzingsen, Niederense, Oberense, Parsit, Ruhne, Sieveringen, Volbringen und Waltringen.[4] Am Gericht bestanden 1888 zwei Richterstellen. Das Amtsgericht war damit ein mittelgroßes Amtsgericht im Landgerichtsbezirk.[5]

1933 wurde das Gericht dem Landgericht Arnsberg zugeordnet. In der Zeit des Nationalsozialismus gab es im Amtsgericht Werl ein so genanntes Anerbengericht nach dem Reichserbhofgesetz.

## Übergeordnete Gerichte
Dem Amtsgericht Werl unmittelbar übergeordnet ist das Landgericht Arnsberg. Zuständiges Oberlandesgericht ist das Oberlandesgericht Hamm.